# Тогаев, Анатолий Николаевич
Тогаев Анатолий Николаевич (1 мая 1884 — 28 марта 1976) — чувашский композитор.

## Биография
Родился 30 апреля 1884 года в чувашском селе Яндашево Мариинско-Посадского района. Семья была русской по происхождению, учился в Чебоксарах в трёхклассном городском училище (1898—1902). Приходится дядей по материнской линии композитора Андрея Яковлевича Эшпая.
После сельской школы он учился в Чебоксарах в трёхклассном городском училище (1898—1902) и на педагогических курсах (1902—1903). Музыкальное образование получил на певческих курсах в Чебоксарах (1912), учительских регентско-капельмейстерских курсах при Херсонском музыкальном училище (в 1914, в начале армейской службы, в армии дослужился до унтер-офицера), курсах в Москве (1933).

## Трудовая педагогическая деятельность
Работал учителем в сёлах Убеево — ныне Красноармейского района (1903—1904), Красный Яр — в республике Марий Эл (1904—1906), Тюрлема — ныне Козловского района (1906—1907), Акулево — ныне Чебоксарского района (1907—1918 году, включая службу в армии в 1914—1917 гг), а затем в школах Мариинско-Посадского района (с 1918 года).
В октябре 1918 года постановлением Чебоксарского уездного отдела народного образования Анатолий Николаевич был переведён в город Мариинский Посад и назначен на должность старшего учителя начальной школы № 3.

## Музыкально-просветительская и организаторская работа
Способствовал пропаганде в Чувашии революционных песен, произведений музыкальной классики, хорового творчества чувашских композиторов. Руководимые им хоры добивались отличных результатов, они неизменно занимали призовые места на республиканских олимпиадах в Чебоксарах, выступали на всесоюзных показах-смотрах художественной самодеятельности в Москве.
В городе Мариинский Посад в 1918 году одним из первых в республике был создан Народный Дом культуры, в котором и начал свою концертную деятельность композитор А. Н. Тогаев.
При поддержке руководителей организаций города Мариинский Посад Анатолий Николаевич организовывал коллективы художественной самодеятельности в школе II ступени, средней школе, Детском доме, судоверфи, Новинском бондарном заводе, артелях «Инвалид» и «Портной», в деревне Малое Маклашкино и др. местах.

## Мало-Маклашинский хор
В 1935 году председатель Мало-Маклашкинского колхоза «Красная Армия» Л. А. Андреев пригласил Анатолия Николаевича организовать хоровой коллектив. Хор состоял из 30 человек. Спевки проводились по субботам и воскресениям. Аккомпаниаторами работали М. Шевнин из Мариинского Посада и П. Павлов из Яндашево. За три месяца коллектив был подготовлен для участия во Второй всечувашской олимпиаде, посвящённой пятнадцатилетию Чувашской АССР в 1935 году. Молодой коллектив занял первое место, получил приз — баян.
После олимпиады в газете «Правда» появилась статья «Народная музыка Чувашии», авторами которой являются композиторы В. Белый, М. Коваль, Ф. Сабо. В статье написано: «Сумерки. Приезжаем в село Малое Маклашкино. Возле просторной избы — помещение клуба — уже собираются колхозники. Пока готовится к выступлению хор, нас знакомят с колхозным хозяйством. Небольшой колхоз (45 дворов производит впечатление на редкость дружного коллектива). Культурные запросы растут с каждым днем. Помещение клуба, построенное в прошлом году, уже не удовлетворяет. Председатель колхоза уверенно мечтает о постройке нового, „настоящего“ клуба.»
В 1936 году Мало-Маклашкинский хор был приглашён в Москву для принятия участия в радиопередачах Всесоюзной радиостанции Коминтерна и ВЦСПС.
В декабре 1938 года в Чебоксарах, заняв первое место в Чувашской республиканской олимпиаде, Мало-маклашинский хор был признан достойным для поездки в Москву. В апреле [1939 года поездка состоялась. На Всесоюзном смотре художественной самодеятельности вместе с украинскими коллегами поделили первое место. Выступление проходило в клубе «Рот-фронт». Коллектив вернулся на родину с Почётной грамотой и ценным подарком.
В 1936—1937 годах Анатолий Николаевич организовал женский русско-чувашский хор при марпосадской судоверфи. В 1937 году Горьковская комиссия вызвала хор на краевой смотр художественной самодеятельности. Выступление водников жюри признало вполне удовлетворительным, и было решено отправить самодеятельный коллектив в Москву на олимпиаду речников. Из Москвы коллектив речников приехал с Почётной грамотой и баяном.
В 1940 году в Чебоксарах состоялась олимпиада народного творчества. В ней приняли участие два руководимых А. Н. Тогаевым хоровых коллектива: хор артели «Портной» и Мало-Маклашкинский хоровой коллектив промартели имени В. П. Чкалова. Хоровому коллективу артели «Портной» было присуждено I место, а Мало-Маклашкинский хор занял II место.
В 1950 году хор артели «Портной», участвовал на олимпиаде народного творчества в честь 30-летия Чувашской автономии, а в 1952 году занял первое место среди коллективов системы «Промкооперация».

## Музыкальное творчество
Многие вокальные сочинения А. Тогаева возникли в руководимых им коллективах в начале 30-х годов. Он занимается самообразованием, его направляют на творческие курсы в Москву. Здесь Анатолий Николаевич встречался с творчески одарёнными музыкантами. В 1925 году он знакомится с основателем и художественным руководителем русского народного хора М. Пятницким. Старательно одарённый музыкант изучал опыт М. Пятницкого по собиранию и обработке народных песен. У Митрофана Ефимовича Пятницкого изучал и постановку хорового дела. В знак дружбы он подарил ему свой сборник песен с надписью: «Дорогому, хорошему Анатолию Николаевичу в знак преданности и сердечной дружбы. Родной душе — родные звуки».
За годы своей творческой деятельности он написал более 100 сочинений. Ещё в тридцатые годы огромную популярность завоевали его песни «Стахановла ёслесси» (Стахановский труд), и «Вайара» (В хороводе), написанные в характере народных напевов. Не только по мелодике и ритму, но и по форме они звучали по-современному свежо.
Творческим откликом композитора на темы, образы и события Великой Отечественной войны явились патриотические песни на стихи П. Хузангая, М. Уйп, И. Малгая и других чувашских поэтов. Композитор глубоко верил в победу советского народа: устраивал концерты в Мариинском Посаде и на селе, вёл записи чувашских народных песен, и даже будучи 60-летним принимал участие в трудовых процессах сельчан. В тяжёлые годы войны им создавались произведения огромной жизненной силы, проникнутые любовью к народу, родному краю. Такова хоровая песня «Ирхи Атал» и сольная «Юратрам эп, хирсем сире» (стихи Я. Ухсая), не утратившая свою прелесть до сих пор.
Песни, сочинённые Тогаевым в послевоенные годы, отмечены глубокой выразительностью, светлой проникновенной лирикой. В золотой фонд чувашской музыки вошли «Суллахи ир», «Атал кассе», «Самраксем ташши», хоровые обработки чувашских народных песен — «Ой, милай Чотикас», «Иван калать», «Чей, чей, чей чашки», «Хата, пире хваттер яр» и др. Его песни опубликованы в пяти авторских сборниках (последний — «Юрасем» — вышел в Чебоксарах в 1984 году к 100-летию со дня рождения, с предисловием А. Я. Эшпая).

## Память
С 1992 года Мариинско-Посадская детская музыкальная школа носит имя талантливого музыканта — самоучки, энтузиаста массовой музыкальной работы А. Н. Тогаева. В школе введена традиция проведения одноимённых ежегодных конкурсов юных музыкантов района. Его личные вещи, в том числе скрипка и фисгармония, стали экспонатами Мариинско-Посадского краеведческого музея.
Именем А. Н. Тогаева названа центральная улица в д. Малое Маклашкино. Его песни исполняются различными хоровыми коллективами.